# Liste der Baudenkmäler in Warendorf-Freckenhorst
Die Liste der Baudenkmäler in Warendorf-Freckenhorst enthält die denkmalgeschützten Bauwerke auf dem Gebiet von Warendorf-Freckenhorst in Nordrhein-Westfalen (Stand: März 2023). Diese Baudenkmäler sind in der Denkmalliste der Stadt Warendorf eingetragen; Grundlage für die Aufnahme ist das Denkmalschutzgesetz Nordrhein-Westfalen (DSchG NRW).

| Bild                    | Bezeichnung                      | Lage                                                              | Beschreibung              | Bauzeit | Eingetragen seit | Denkmal- nummer |
| ----------------------- | -------------------------------- | ----------------------------------------------------------------- | ------------------------- | ------- | ---------------- | --------------- |
| Bürgerhaus              | Bürgerhaus                       | Freckenhorst Gänsestraße 1 Karte                                  |                           |         |                  | 1               |
| Wohnhaus                | Wohnhaus                         | Freckenhorst Kirchgasse 3 Karte                                   |                           | 1860    |                  | 5               |
| Wohnhaus                | Wohnhaus                         | Freckenhorst Gänsestraße 3 Karte                                  |                           |         |                  | 23              |
| Wohnhaus                | Wohnhaus                         | Freckenhorst Gänsestraße 5 Karte                                  |                           |         |                  | 24              |
| Wohnhaus                | Wohnhaus                         | Freckenhorst Gänsestraße 7 Karte                                  |                           |         |                  | 25              |
| Wohnhaus                | Wohnhaus                         | Freckenhorst Westernfelder Straße 2 Karte                         |                           |         |                  | 28              |
| Wohnhaus                | Wohnhaus                         | Freckenhorst Gänsestraße 1a Karte                                 |                           |         |                  | 29              |
| Wohnhaus                | Wohnhaus                         | Freckenhorst Stiftsmarkt 3 Karte                                  |                           |         |                  | 31              |
| Bücherei                | Bücherei                         | Freckenhorst Stiftsmarkt 12 Karte                                 |                           |         |                  | 32              |
| weitere Bilder          | Kath. Pfarrkirche St. Bonifatius | Freckenhorst Stiftsmarkt Karte                                    |                           |         |                  | 38              |
| Wohnhaus                | Wohnhaus                         | Freckenhorst Stiftsmarkt 15 Karte                                 |                           | 1898    |                  | 39              |
| Wohnhaus                | Wohnhaus                         | Freckenhorst Stiftsmarkt 8 Karte                                  |                           |         |                  | 40              |
| Wohn- und Geschäftshaus | Wohn- und Geschäftshaus          | Freckenhorst Hoetmarer Straße 1 Karte                             |                           |         |                  | 45              |
| Wohnhaus                | Wohnhaus                         | Freckenhorst Warendorfer Straße 77 Karte                          |                           | 1575    |                  | 62              |
| Wohnhaus                | Wohnhaus                         | Freckenhorst Warendorfer Straße 79 Karte                          |                           |         |                  | 63              |
| BW                      | Gebäudegruppe                    | Freckenhorst Hagengasse 1, 4 Karte                                |                           |         |                  | 66              |
| Gebäudegruppe           | Gebäudegruppe                    | Freckenhorst Warendorfer Str. 78, 80, 82 Karte                    |                           |         |                  | 66              |
| BW                      | Doppelbildstock                  | Freckenhorst Walgern 24 Karte                                     |                           |         |                  | 80              |
| Wegekreuz               | Wegekreuz                        | Freckenhorst Walgern 19 Karte                                     |                           | 1890    |                  | 81              |
| Heiligenfigur           | Heiligenfigur                    | Freckenhorst bei Westkirchener Straße Abzweigung Buddenbaum Karte |                           |         |                  | 82              |
| BW                      | Bildstock                        | Freckenhorst Gronhorst 5 Karte                                    |                           |         |                  | 83              |
| Wohnhaus                | Wohnhaus                         | Freckenhorst Everwordstraße 6 Karte                               |                           | 1788    |                  | 120             |
| Wohnhaus                | Wohnhaus                         | Freckenhorst Warendorfer Straße 72 Karte                          |                           |         |                  | 123             |
| weitere Bilder          | Schloss (ehem. Abtei)            | Freckenhorst Everwordstraße 8 u. 10 Karte                         |                           | 1740    |                  | 134             |
| BW                      | Heiligenfigur                    | Freckenhorst Gronhorst 7 Karte                                    |                           |         |                  | 135             |
| BW                      | Heiligenfigur                    | Freckenhorst Hoenhorst 9 Karte                                    |                           |         |                  | 136             |
| BW                      | Immaculata                       | Freckenhorst Warendorfer Straße 89 Karte                          |                           |         |                  | 141             |
| Wohnhaus                | Wohnhaus                         | Freckenhorst Stiftsmarkt 7 Karte                                  |                           |         |                  | 158             |
| Wohnhaus                | Wohnhaus                         | Freckenhorst Hoetmarer Straße 17 - 23 Karte                       |                           |         |                  | 173             |
| BW                      | Wohnhaus                         | Freckenhorst Westkirchener Straße 10 Karte                        |                           |         |                  | 183             |
| BW                      | Backhaus                         | Freckenhorst Hoenhorst 14 Karte                                   |                           |         |                  | 195             |
| BW                      | Rest Klostergebäude              | Freckenhorst Stiftshof 1 - 3 Karte                                |                           |         |                  | 197             |
| BW                      | Backsteinspeicher                | Freckenhorst Gronhorst 18 Karte                                   |                           |         |                  | 213             |
| BW                      | Wegekreuz                        | Freckenhorst bei Flintrup 13 Karte                                |                           |         |                  | 217             |
| Franziskusfigur         | Franziskusfigur                  | Freckenhorst Hoetmarer Straße 18 Karte                            |                           |         |                  | 256             |
| Schutzengelfigur        | Schutzengelfigur                 | Freckenhorst Hoetmarer Straße 18 Karte                            |                           |         |                  | 257             |
| Bildstock (Nepomuk)     | Bildstock (Nepomuk)              | Freckenhorst Warendorfer Straße 89 Karte                          |                           |         |                  | 269             |
| Lourdesgrotte Kreuzkl.  | Lourdesgrotte Kreuzkl.           | Freckenhorst Hoetmarer Straße 18 Karte                            |                           |         |                  | 278             |
| Hl. Josef Grotte        | Hl. Josef Grotte                 | Freckenhorst Hoetmarer Straße 18 Karte                            |                           |         |                  | 279             |
| Wohnhaus                | Wohnhaus                         | Freckenhorst Stiftshof 5 Karte                                    |                           |         |                  | 336             |
| BW                      | Wegekapelle                      | Freckenhorst Gronhorst 11 Karte                                   |                           |         |                  | 364             |
| BW                      | Heiligenfigur                    | Freckenhorst Gronhorst 23 Karte                                   |                           |         |                  | 365             |
| BW                      | Heiligenhäuschen                 | Freckenhorst Flintrup 8 Karte                                     |                           |         |                  | 366             |
| Christus-Figur          | Christus-Figur                   | Freckenhorst Warendorfer Straße 89 Karte                          |                           |         |                  | 367             |
| Heiligenfigur           | Heiligenfigur                    | Freckenhorst Kirchplatz Karte                                     | Statue des Hl. Bonifatius | 1768    |                  | 368             |
| Statue (Thiatildis)     | Statue (Thiatildis)              | Freckenhorst Groneweg/Hoetmarer Str. Karte                        |                           |         |                  | 369             |
| Bildstock               | Bildstock                        | Freckenhorst Hägerort 1 Karte                                     |                           | 1870    |                  | 370             |
| BW                      | Fachwerk-Kerngebäude             | Freckenhorst Warendorfer Straße 36 Karte                          |                           |         |                  | 397             |
| Wohn- und Geschäftshaus | Wohn- und Geschäftshaus          | Freckenhorst Stiftsmarkt 1/2 Karte                                |                           |         |                  | 415             |
| weitere Bilder          | St. Petri Kapelle                | Freckenhorst Stiftsmarkt Karte                                    |                           |         |                  | 416             |
| weitere Bilder          | Wohnhaus                         | Freckenhorst Stiftshof 1 Karte                                    |                           | 1785    |                  | 417             |
| BW                      | Kapelle                          | Freckenhorst Flintrup Karte                                       |                           |         |                  | 418             |
| BW                      | Hofanlage                        | Freckenhorst Walgern 26 Karte                                     |                           |         |                  | 422             |
| BW                      | Villa                            | Freckenhorst Hägerort 4 Karte                                     |                           |         |                  | 423             |
| Wohnhaus - Villa        | Wohnhaus - Villa                 | Freckenhorst Gänsestraße 24 Karte                                 |                           |         |                  | 426             |
| BW                      | Wohnhaus                         | Freckenhorst Warendorfer Straße 25 Karte                          |                           |         |                  | 440             |
| BW                      | Wohnhaus                         | Freckenhorst Warendorfer Straße 86 Karte                          |                           |         |                  | 441             |
| Wohnhaus                | Wohnhaus                         | Freckenhorst Hägerort 7 Karte                                     |                           | 1886    |                  | 442             |
| BW                      | Wohnhaus                         | Freckenhorst Warendorfer Straße 23 Karte                          |                           |         |                  | 443             |
| BW                      | Wohn- und Geschäftshaus          | Freckenhorst Warendorfer Straße 57 Karte                          |                           |         |                  | 444             |
| Wohnhaus                | Wohnhaus                         | Freckenhorst Gänsestraße 45 Karte                                 |                           |         |                  | 445             |
| Wohnhaus                | Wohnhaus                         | Freckenhorst Hoetmarer Straße 16 Karte                            |                           |         |                  | 451             |
| Wohnhaus                | Wohnhaus                         | Freckenhorst Hoetmarer Straße 10 Karte                            |                           |         |                  | 453             |
| Wohnhaus                | Wohnhaus                         | Freckenhorst Hoetmarer Straße 13 Karte                            |                           |         |                  | 454             |
| Hochkreuz, Friedhof     | Hochkreuz, Friedhof              | Freckenhorst Westernfelder Straße Karte                           |                           |         |                  | 461             |
| BW                      | Speicher                         | Freckenhorst Gronhorst 14 Karte                                   |                           |         |                  | 462             |
| Wohnhaus                | Wohnhaus                         | Freckenhorst Warendorfer Straße 97 Karte                          |                           |         |                  | 470             |
| Wohnhaus                | Wohnhaus                         | Freckenhorst Hoetmarer Straße 8 Karte                             |                           |         |                  | 472             |
| Landvolkshochschule     | Landvolkshochschule              | Freckenhorst Am Hagen 1 Karte                                     |                           |         |                  | 482             |
| Gast- und Wohnhaus      | Gast- und Wohnhaus               | Freckenhorst Hoetmarer Straße 11 Karte                            |                           |         |                  | 509             |

## Belege
1. ↑  Denkmalliste der Stadt Warendorf, Stand März 2023

- Karte mit allen Koordinaten:
- OSM |
- WikiMap